# Åraslöv
Åraslöv är en småort i Vinslövs distrikt i Hässleholms kommun i Skåne län.

## Historia

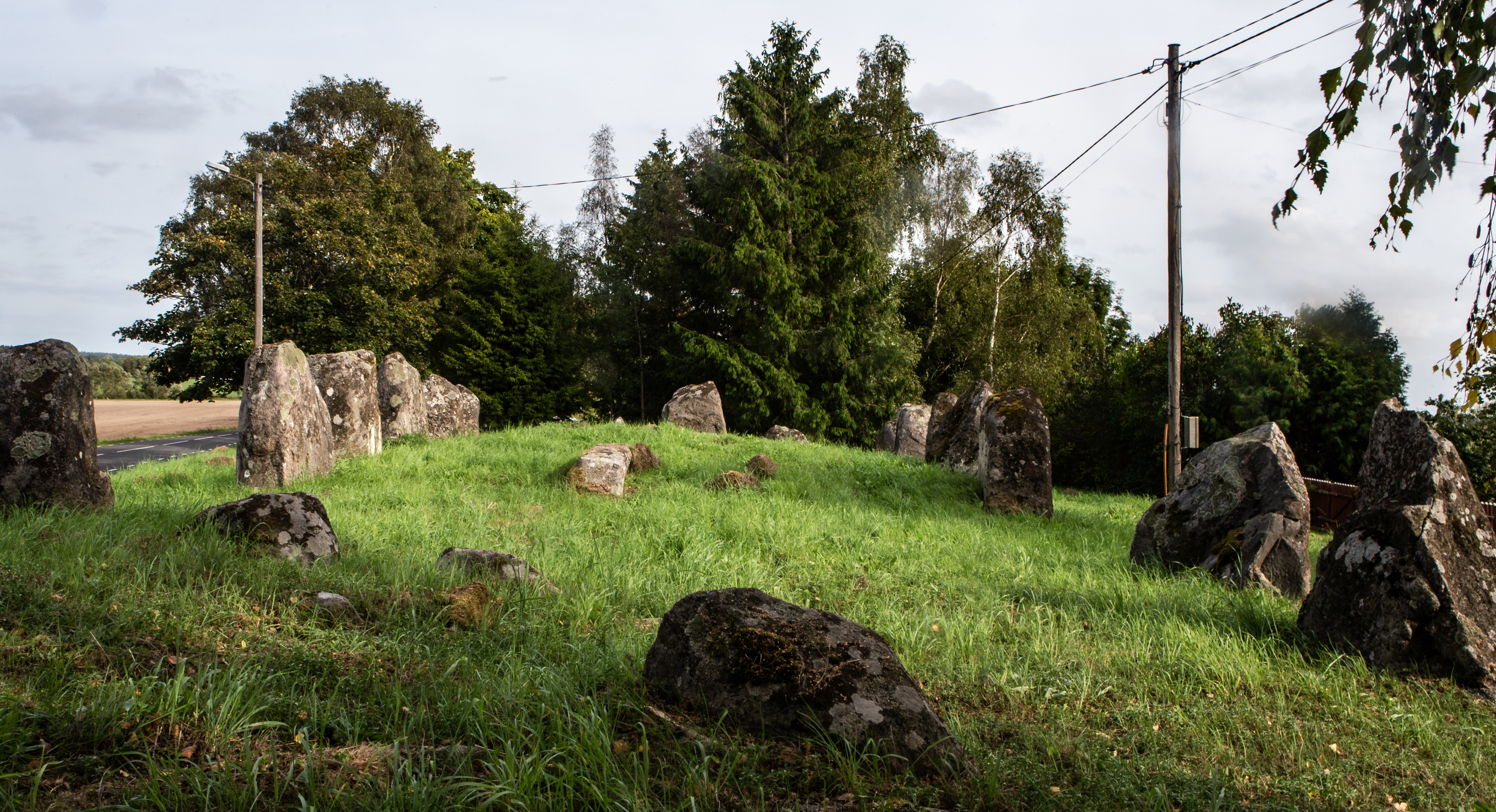
Bröt-Anunds grav i Åraslöv

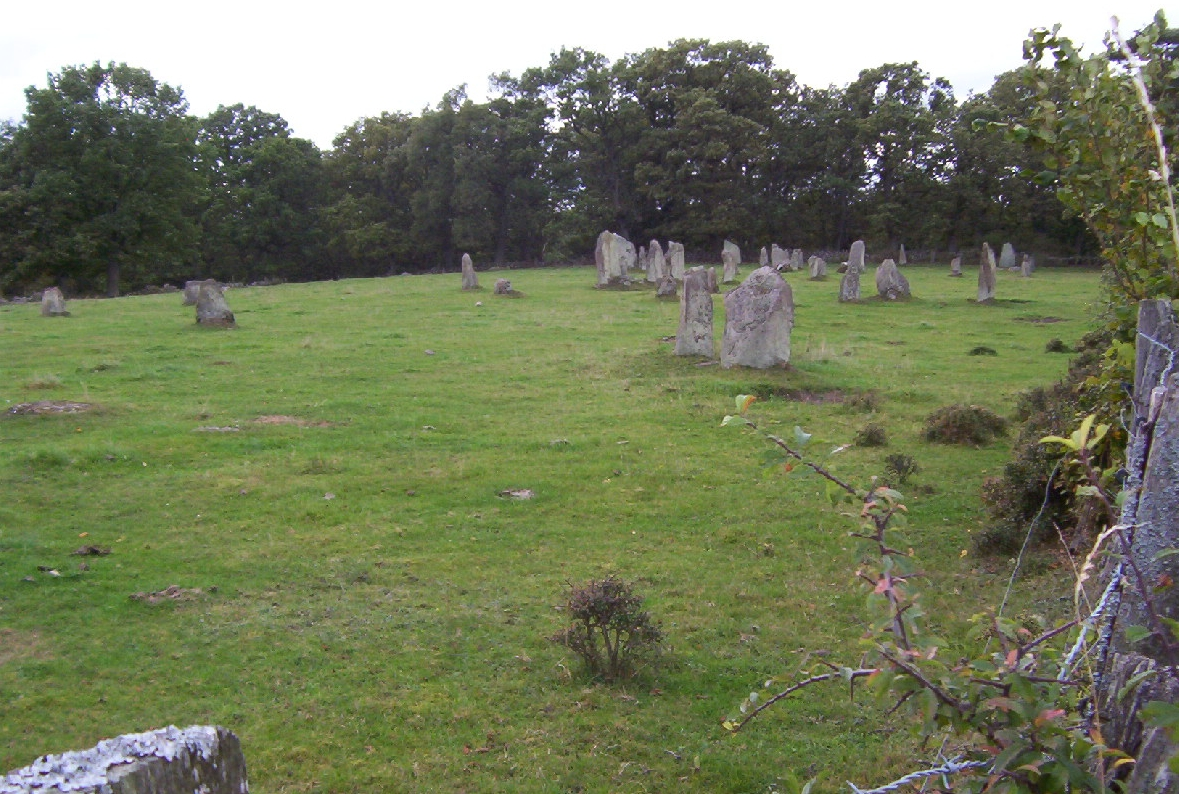
Stångabjär/Steinabjär i Åraslöv

Väster om Åraslöv är "Bröt-Anunds grav" belägen, en långdös som egentligen inte har något med kungen att göra, utan är från yngre stenåldern, omkring 2000 år f. Kr.. En gång i tiden gick Hanöbukten in ända till Åraslöv. Om man står på mittstenen i graven och tittar mot sydöst ska man enligt sägnen se ända till Åhus. Här finns också bautastenar från vikingatiden väster om Åraslöv. Här lär enligt legenden ett stort vikingaslag ha stått vid "Stångabjär"/"Steinabjär", vilket nämns både i Saxo Grammaticus Historia danica... och i en saga om norske kungen Olof den helige.
Åraslövs herrgård tillhörde under 1700-talet bland annat släkterna Ehrenkrona och Silfversköld, senare Gyllenkrok. Godset tillhör numera familjen Barnekow och är inte tillgängligt för allmänheten.

### Befolkningsutveckling
| Befolkningsutvecklingen i Åraslöv 1990–2015 | Befolkningsutvecklingen i Åraslöv 1990–2015 | Befolkningsutvecklingen i Åraslöv 1990–2015 | Befolkningsutvecklingen i Åraslöv 1990–2015 | Befolkningsutvecklingen i Åraslöv 1990–2015 |
| ------------------------------------------- | ------------------------------------------- | ------------------------------------------- | ------------------------------------------- | ------------------------------------------- |
|                                             |                                             |                                             |                                             |                                             |
| År                                          |                                             |                                             | Folkmängd                                   | Areal (ha)                                  |
| 1990                                        | 1990                                        |                                             | 60                                          | 14                                          |
| 1995                                        | 1995                                        |                                             | 66                                          | 16                                          |
| 2000                                        | 2000                                        |                                             | 68                                          | 16                                          |
| 2005                                        | 2005                                        |                                             | 62                                          | 16                                          |
| 2010                                        | 2010                                        |                                             | 66                                          | 18                                          |
| 2015                                        | 2015                                        |                                             | 116                                         | 41                                          |
|                                             |                                             |                                             |                                             |                                             |

## Samhället
I Åraslöv finns många småföretag, bland annat två snickerier, sadelmakeri, örtagård, vedförsäljning, hästuppfödning och en mycket annorlunda lanthandel. Genom Åraslöv går cykelleden Sverigeleden.